# New Richmond (Québec)
New Richmond ist eine Stadt in der MRC Bonaventure im Südosten der kanadischen Provinz Québec.
Sie liegt an der Mündung des Petite rivière Cascapédia in die Baie des Chaleurs an der Südküste der Gaspésie-Halbinsel. 5 Kilometer westlich von New Richmond erreicht der Rivière Cascapédia den Sankt-Lorenz-Golf. Die Route 132 verläuft entlang der Küste an New Richmond vorbei.

## Söhne und Töchter der Stadt
- François Bourque (* 1984), Skirennläufer